# Gekido
Gekido, pubblicato nelle regioni PAL come Gekido: Urban Fighters, è un videogioco picchiaduro a scorrimento sviluppato dallo studio italiano NAPS team e pubblicato da Interplay Entertainment in Nord America e Infogrames in Europa per la console PlayStation nel 2000.

## Trama
Il gioco è ambientato nel 2011, un'epoca in cui convivono una grande corruzione e il terrore nella vita quotidiana delle persone ed una giovane ragazza di nome Angela è stata rapita. Alcune voci affermano che Kintaro, un boss della malavita, abbia stipulato un contratto con il diavolo per ottenere dei poteri sconosciuti. I genitori di Angela ingaggiano così Travis, un detective privato, per investigare su Kintaro e liberare la ragazza dai suoi rapitori. Sapendo che salvarla non sarà un'impresa affatto facile, si farà aiutare da tre suoi amici chiamati: Michelle, Ushi e Tetsuo.

## Personaggi

### Iniziali
- Travis: Un detective privato incaricato dai genitori di Angela di trovare loro figlia, scomparsa misteriosamente nel nulla dopo l'arrivo della gang di malavitosi gestita da Kintaro. È specializzato nel combattimento corpo a corpo in particolare nel combattimento da strada.

- Michelle: Giovane ragazza bionda che pratica l'arte militare.

- Ushi: Maestro di Tetsuo, essendo molto alto e muscoloso, fa uso della sua forza bruta per sconfiggere i delinquenti che pullulano nelle strade aiutando così i suoi amici.

- Tetsuo: Giovane allievo di Ushi e suo figlio adottivo, praticante di arti marziali. Si unisce al gruppo per dare una mano sia al suo maestro che all'amico Travis.

### Sbloccabili
- Kobuchi: Uomo dotato di un braccio metallico allungabile che ama assaporare il sangue delle sue vittime. Viene incontrato in un magazzino della città di Downtown ma tornerà in seguito alla sua sconfitta a Bridge per vendicarsi.

- Gorilla: Un gorilla che fa uso di un'incredibile forza bruta paragonabile a quella di Ushi. Viene affrontato su una barca a Market, un mercato.

- Kintaro: Boss della malavita che ha stipulato un contratto con Akujin per ottenere dei poteri sovrannaturali. La sua principale caratteristica è la velocità ma è in grado anche di roteare rapidamente contro il nemico per infliggergli dei danni e di creare delle copie di se stesso chiamate Shadow (ombre). Viene incontrato a Train Station, una stazione ferroviaria.

- Angela: La ragazza rapita da Kintaro e i suoi seguaci, che però è stata impossessata dal demone Akujin, che l'ha resa momentaneamente malvagia portandola a scontrarsi contro i protagonisti. Compare nel livello Bridge, un enorme palazzo, sede della gang di Kintaro.

- Akujin: Un demone rosso che si è impossessato di Angela e che ha dato dei nuovi poteri a Kintaro. Viene affrontato anche lui a Bridge, ma nel suo caso dopo il combattimento contro Angela e sopra alla cima del palazzo, questo però solamente se la difficoltà del gioco è impostata su difficile[6][7].

## Modalità di gioco
L'obiettivo del gioco è quello di sconfiggere i nemici utilizzando le combo a disposizione di ogni personaggio ed eventuali armi che si potranno trovare nel corso dei livelli. Inoltre è presente anche una barra della rabbia che verrà accumulata nel corso dei combattimenti ed una volta riempita potrà essere sfruttata per eseguire attacchi speciali ed ottenere nuove abilità, un'altra barra invece servirà esclusivamente per lanciare mosse ancora più potenti.
- Urban Fighters: La modalità storia in cui i giocatori si ritroveranno ad affrontare un'avventura a scorrimento laterale in 3D. Lo stile di gioco deriva dai titoli classici come Streets of Rage e Double Dragon, nel quale bisognerà sconfiggere numerosi nemici e un boss a fine percorso nel tempo consentito per poi procedere verso il livello successivo.

- Arena Battle: Da due a quattro a giocatori possono sfidarsi disputando degli incontri tra i personaggi disponibili.

- Shadow Fighter: Sbloccabile dopo aver completato Urban Fighters una volta[7], simile ad Arena Battle ma con la differenza che un giocatore dovrà combattere da solo contro uno o due avversari controllati dal computer in due o al massimo tre round. L'obiettivo è quello di sconfiggere tutti gli avversari che compariranno.

- Survivor: Sbloccabile dopo aver completato Urban Fighters per due volte[7], identica a Shadow Fighter tranne per il fatto che per vincere non bisognerà perdere nemmeno un round.

- Team Battle: Sbloccabile dopo aver completato Urban Fighters per tre volte[7], identica ad Arena Battle ma con la caratteristica di formare una squadra di personaggi per affrontare altri team.

- Street Gang Battle: Sbloccabile dopo aver completato Urban Fighters con Kintaro, Angela o Akujin[7], sfida ad incontri testa a testa dove i giocatori combattono aiutati da alcuni alleati controllati dal computer.

## Sviluppo
Lo sviluppo di Gekido ebbe inizio nel 1996 con il titolo Cyber Rage 2D, tale prototipo era molto differente dal videogioco finale, difatti fu pensato inizialmente come un picchiaduro a scorrimento in 2D il quale avrebbe presentato un'azione molto frenetica. Tuttavia nel corso della metà degli anni '90 vista la diminuzione di interesse da parte del pubblico delle due dimensioni per far posto al 3D poligonale, il titolo fu rivisitato ed assunse il nome di Cyber Rage 2.5D, il quale manteneva personaggi e oggetti come nell'originale ma con le ambientazioni e gli sfondi in tre dimensioni. Un'ulteriore revisione fu sviluppata nel 1997 ed assunse il nome di Final Rage, che snaturò completamente lo stile utilizzato precedentemente per passare direttamente a un 3D vero e proprio con livelli liberamente esplorabili lasciando intatte le fasi picchiaduro.
Dopo vari problemi con diversi editori, NAPS team riuscì a trovare un accordo con Gremlin Interactive, che accettò di pubblicare il titolo solo dopo una conversione per PlayStation, il che portò anche ad un ulteriore cambiamento del progetto originale. Gekido fu lanciato nei negozi nell'aprile 2000 da Infogrames (che acquistò Gremlin Interactive nel 1999) in Europa e il 18 maggio dello stesso anno da Interplay Entertainment in Nord America. In Giappone rimase inedito, nonostante alcuni accordi con Capcom che però non andarono a buon fine.
Nello sviluppo di Gekido contribuirono anche il fumettista Marvel Joe Madureira, il quale si occupò della copertina, mentre la colonna sonora presentava dei brani di Fatboy Slim e degli Apartment 26.
Il gioco sarebbe dovuto uscire anche per Game Boy Color ma in seguito tale versione fu cancellata. Il 30 gennaio 2017 sulla pagina Facebook ufficiale gli sviluppatori resero disponibile un link per il download della ROM incompleta.

## Accoglienza
| Testata                            | Giudizio |
| ---------------------------------- | -------- |
| GameRankings (media al 09-12-2019) | 65.67%   |
| AllGame                            | 3.5/5    |
| EGM                                | 5/10     |
| Game Informer                      | 4.5/10   |
| GamePro                            | 3.5/5    |
| GameSpot                           | 7.4/10   |
| IGN                                | 7.8/10   |
| PSM                                | 3/5      |

Gekido ha ricevuto recensioni nella media da parte della critica, ottenendo un 65.67% dal sito di media statistica GameRankings, vendendo 100 000 copie in tutto il mondo.
Nick Woods di AllGame lo definì come un ottimo gioco per sfogare le proprie frustrazioni, con una trama non eccezionale ma tuttavia non importante, affermando che paragonato ad altri titoli picchiaduro a scorrimento per le console di nuova generazione rimane comunque un buon gioco che fa divertire. GamePro lo trovò una divertente distrazione dai giochi d'azione o rompicapo in voga in quegli anni, consigliandolo come noleggio a chi cercasse un picchiaduro a scorrimento insensato con uno stile superficiale e la musica del disc jockey Fatboy Slim.
Frank Provo di GameSpot lo considerò divertente e rigiocabile già in giocatore singolo ma con uno o più amici in multigiocatore le cose migliorano ulteriormente trovandolo ideale per le feste. Grazie ad uno stile di gioco invitante e l'abbondanza di personaggi nascosti, Gekido ricevette un 7.4 degno di plauso, consigliandolo caldamente agli amanti di titoli come: Streets of Rage 2, Guardian Heroes o Die Hard Arcade. David Zdyrko di IGN lo trovò divertente nonostante i difetti quali la ripetitività del gameplay e la mancanza di profondità nello stile di combattimento, sconsigliandolo all'eventuale acquirente in cerca di un titolo che lo faccia stupire grazie alle sue meccaniche, indicandolo solo si è in cerca di un titolo comunque gradevole da giocare sia da soli che con un amico.
La redazione di Gamesurf fece i suoi complimenti a NAPS team in quanto Gekido riuscì a risollevare le sorti degli altri appartenenti al medesimo genere mantenendo intatte le qualità di classici come Final Fight e Streets of Rage. Trovarono come unica nota negativa la grafica di bassa definizione che portava a mischiare personaggi e fondali dando al tutto un aspetto un po' dimesso. Per il resto emersero solo aspetti positivi che avrebbero garantito ore di divertimento a tutti gli amanti del genere in possesso di una PlayStation, consigliandolo fortemente a tutti gli utenti di tale piattaforma in particolar modo per i nostalgici dei coin-op Capcom.

## Sequel

### Gekido Advance: Kintaro's Revenge
Nel gennaio 2002 venne annunciato che NAPS team stava sviluppando un sequel del gioco per Game Boy Advance intitolato Gekido Advance: Kintaro's Revenge, ambientato un anno dopo gli eventi del primo capitolo il quale presenta come protagonista Tetsuo e vede il ritorno dell'antagonista Kintaro. Fu pubblicato inizialmente in Europa nel novembre dello stesso anno per poi giungere solo nel novembre 2003 anche in Nord America.

### N-Gage
Nel settembre 2003 fu resa nota l'esistenza di un altro capitolo della serie in corso di sviluppo per N-Gage, il quale avrebbe avuto un motore grafico molto simile alla controparte per la console portatile Nintendo ma poi venne abbandonato.

### Gekido 2
Nel 2004 iniziarono i lavori per un sequel diretto del primo capitolo, il quale assunse il nome di Gekido 2 e sarebbe uscito per PlayStation, recuperando i personaggi principali del gioco precedente ma nel corso della produzione, gli sviluppatori decisero di cambiare piattaforma per mandare avanti il progetto finendo per diventare Gekido: The Dark Angel.

### Gekido: The Dark Angel
All'E3 2004 venne annunciato un ulteriore seguito intitolato Gekido: The Dark Angel il quale era in via di sviluppo per la console portatile Sony PlayStation Portable, in tale occasione fu mostrata anche una demo che presentava lo stile di gioco, il quale si sarebbe rivelato un'evoluzione del primo capitolo mischiandolo con quello della celebre saga di Devil May Cry di Capcom aggiungendo così oltre all'azione anche l'avventura. Il primo trailer fu pubblicato nel marzo 2006 sul sito ufficiale dove vennero mostrate alcune fasi di gioco, mentre un altro video raffigurante la versione beta è stato poi caricato sul canale ufficiale di YouTube del NAPS team nell'aprile 2017 dove venne mostrato Travis, protagonista del primo capitolo, sostituito successivamente da un altro personaggio durante lo sviluppo. Il protagonista da impersonare sarebbe stato un personaggio di nome Samuel (somigliante a Dante di Devil May Cry) il quale avrebbe dovuto risolvere vari misteri esplorando le ambientazioni in stile open world e combattere i nemici oscuri che avrebbe incontrato lungo il suo cammino facendo uso delle arti marziali, inoltre nelle immagini e nei video di anteprima fu mostrato anche con una lunga spada che portava con sé legata sulla schiena.
La data di uscita fu inizialmente progettata per il dicembre 2006 ma fu rimandata senza mai trovarne una definitiva. A causa di varie problematiche legate agli editori e la mancanza di un budget sufficiente per portare a termine il progetto, lo sviluppo fu ulteriormente rallentato, portando così NAPS team a lavorare ad un eventuale conversione prima su Wii e poi su Xbox 360 ma a fine 2010 nessuna delle due vide mai la luce. Gli stessi sviluppatori hanno confermato di non aver cancellato il progetto ma bensì di averlo semplicemente sospeso, rimanendo possibilisti su un'eventuale uscita futura.

### Reboot
Nel 2014 venne annunciato un reboot del primo capitolo in chiave bidimensionale, il quale sarebbe uscito per gli smartphone con sistema operativo Android, previsto originariamente per il 2015 ma non furono più pubblicati eventuali altri aggiornamenti da parte degli sviluppatori.